# Let's Get Loud
Let's Get Loud è un singolo della cantante statunitense Jennifer Lopez, pubblicato l'8 giugno 2000 come quinto e ultimo estratto dal primo album in studio On the 6.

## Descrizione
La canzone, scritta da Kike Santander e Gloria Estefan, era stata inizialmente pensata per quest'ultima, la quale però riteneva che il brano fosse troppo simile ad altri suoi lavori precedenti, ed invece si addicesse bene alla Lopez.
Il singolo ha ricevuto una massiccia programmazione radiofonica e forte successo commerciale nei paesi dove è stato pubblicato, raggiungendo la top 10 in Australia, Belgio, Italia, Paesi Bassi e Svizzera, ed è diventata una specie di inno per alcuni fra i maggiori eventi sportivi trasmessi in TV, anche per via del suo testo particolarmente energetico.
Il brano ha procurato alla Lopez la sua seconda nomination ai Grammy Award come "miglior performance dance" nel 2001 (la prima era stata per Waiting for Tonight l'anno prima).

## Video musicale
Non è stato girato un video musicale, ma come tale per promuovere il brano è stata utilizzata una esibizione dell'anno precedente eseguita al Rose Bowl a Pasadena in occasione della finale del campionato mondiale femminile di calcio (dove Lopez eseguì anche il suo primo successo If You Had My Love).

## Tracce
CD (Europa)
1. Let's Get Loud (Album Version) – 3:59
2. Let's Get Loud (Kung Pow Radio Mix) – 3:57
3. Let's Get Loud (Castle Hill Club Mix) – 8:09
4. Let's Get Loud (Matt & Vito's Live Your Life Radio Edit) – 4:12

CD (Germania)
1. Let's Get Loud – 3:59
2. Let's Get Loud (Kung Pow Radio Mix) – 3:57
3. Let's Get Loud (Castle Hill Club Mix) – 8:08
4. Let's Get Loud (D.MD Strong Club) – 10:32
5. Let's Get Loud (Matt & Vito's Live Your Club Mix) – 11:19

## Classifiche

### Classifiche settimanali
| Classifica (2000) | Posizione massima |
| ----------------- | ----------------- |
| Australia         | 9                 |
| Austria           | 11                |
| Belgio (Fiandre)  | 7                 |
| Belgio (Vallonia) | 21                |
| Francia           | 40                |
| Germania          | 13                |
| Italia            | 6                 |
| Paesi Bassi       | 3                 |
| Svezia            | 52                |
| Svizzera          | 10                |

### Classifiche di fine anno
| Classifica (2000) | Posizione |
| ----------------- | --------- |
| Australia         | 25        |
| Belgio (Fiandre)  | 37        |
| Belgio (Vallonia) | 77        |
| Germania          | 64        |
| Paesi Bassi       | 14        |
| Svizzera          | 42        |